# Nivå (stacja kolejowa)
Nivå (duń. Nivå Station) – stacja kolejowa w miejscowości Nivå, w Regionie Stołecznym, w Danii. Znajduje się na linii Kystbanen, 30 km od Kopenhagi.
Obsługiwana jest przez pociągi regionalne. Stacja ma dwa perony i trzy krawędzie peronowe. Na południowym krańcu stacji znajduje się tunel. Po zachodniej stronie stacji znajduje się przystanek autobusowy i dostęp do Nivå Centret.
Muzeum Nivågård znajduje się po wschodniej stronie, 10 minut spacerem od stacji. 

## Linie kolejowe
- Kystbanen